# Berdeak-Los Verdes
Berdeak-Los Verdes fue un partido político ecologista del País Vasco (España) creado en 1992. Estuvo confederado junto a otros partidos de ámbito regional en la confederación española de Los Verdes desde 1995 hasta 2011, año en que se integró en el partido de ámbito estatal Equo.
Ejes principales de su ideología fueron la ecología política, la democracia participativa, el federalismo y el pacifismo. Estaba hermanado con el partido Euskal Herriko Berdeak-Les Verts du Pays Basque, del País Vasco francés.[cita requerida]

## Historia y evolución

### Inicios (1992-1993)
El origen de Berdeak-Los Verdes se encuentra en un partido ecologista anterior llamado Euskal Herriko Berdeak-Euskal Berdeak, fundado en 1990 e integrado en la Confederación de Los Verdes.
En 1992 Juantxo Domínguez, cabeza de lista en las elecciones al Parlamento Vasco de 1990, abandonaba el partido junto a un grupo de seguidores, fundando Berdeak-Los Verdes. Fue inscrito en el registro de partidos políticos del Ministerio del Interior el 16 de junio de 1992.
Su primera participación se produjo en las elecciones generales de 1993, a las que Berdeak se presentó en solitario, obteniendo 12.247 votos (más del 1% del total).

### Coalición con Ezker Batua (1994-1999)
En 1994 se integra en Ezker Batua para concurrir a las elecciones al Parlamento Vasco. La coalición obtuvo seis parlamentarios, siendo uno de ellos para Juantxo Domínguez, que estaría presente en el Parlamento Vasco durante la legislatura 1994-1998. En 1995 volvieron a participar integrados en Ezker Batua en las elecciones municipales y forales. Obtuvieron un juntero en Álava y otro en Guipúzcoa. Euskal Herriko Berdeak, la federación de Los Verdes, no participó en dichas elecciones.
En 1995 Berdeak participó en el Congreso de Granada que asiste a la refundación de Los Verdes como una confederación de partidos y se integra como partido miembro de dicha confederación. Euskal Herriko Berdeak desaparecía como formación política y sus militantes se integraron en Berdeak.

### Trayectoria en solitario (1999-2011)
A pesar del pacto alcanzado con Ezker Batua en las elecciones al Parlamento Vasco de 1998 (en que la coalición consiguió tres diputados), Berdeak participó en solitario en las elecciones municipales, forales y europeas de junio de 1999. En mayo, mediante acta notarial, dieron por finalizada la coalición con Ezker Batua. Sin embargo, en 2004 Izquierda Unida-Ezker Batua se inscribió en el registro de partidos con el nombre de Ezker Batua-Berdeak sin que quedaran miembros de Berdeak-Los Verdes en el partido, lo que originó un largo conflicto entre ambos. En las elecciones al Parlamento Europeo el partido español Los Verdes (al que pertenecía Berdeak-Los Verdes) se integró en la coalición Los Verdes - Las Izquierdas de los Pueblos que quedó muy cerca de obtener un eurodiputado (a menos de 7000 votos).
En el año 2000 Berdeak se presentó en solitario a las elecciones generales, sin obtener representación. En 2004 no se presentaron a las elecciones al Parlamento Europeo, al haber acordado Los Verdes integrarse en la candidatura del PSOE.
En las elecciones al Parlamento Vasco de 2005 Berdeak se presentó en coalición con los animalistas del Partido Antitaurino obteniendo 4.049 votos (0,30%), sin obtener representación.
En las elecciones municipales y de Juntas Generales de 2007, Berdeak concurrió en solitario y abrió sus listas a ciudadanos, asociaciones y plataformas vecinales y locales (como en Sopelana, Guecho o Motrico). Además de un promedio de 1,5% en las forales, consiguió los primeros concejales verdes en Euskadi, en Motrico, tres concejales (25% de los votos); y Sopelana, un concejal (5,7% de los votos). En Guecho, obtuvo el 3,3% de los votos (debido a la alianza con la principal asociación de vecinos de uno de sus barrios) y en Bilbao el 0,86%.
Para las elecciones generales de 2008, se presentaron en solitario tanto para el Congreso (6.434 votos en el País Vasco, 0,57%) como para el Senado. En las elecciones al Parlamento Vasco de 2009 se presentaron por primera vez en unas elecciones autonómicas en los tres territorios, con resultados mejores que en anteriores elecciones autonómicas pero igualmente insuficientes (5.531 votos, 0,54%, sin conseguir representación).
A las elecciones al Parlamento Europeo de 2009 y ante la división del movimiento verde, Berdeak-Los Verdes no apoyó ninguna candidatura y reafirmó su compromiso por conseguir, a través del llamado proceso de Fuenterrabía y en el seno del Partido Verde Europeo, la renovación y refundación del espacio verde en el Estado español.
En las elecciones municipales de 2011 Berdeak logró un concejal en Barrica y otro en Motrico, y otros dos en Azcoitia en la coalición Azkoitia bai, obteniendo un total de 11.332 votos en toda Euskadi.

### Transformación en Equo Euskadi (2011)

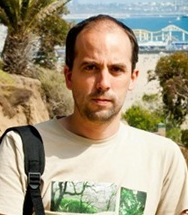
Aitor Urresti, candidato de Equo Euskadi a Lehendakari para las elecciones de 2012.

En 2008, Berdeak, junto a Los Verdes de Aragón, impulsaron un proceso para la renovación de la Confederación de Los Verdes y la unificación del espacio verde español, llamado Declaración de Fuenterrabía. De esa declaración nacería, en 2009, la Coordinadora Verde, que impulsaría unas candidaturas para las elecciones municipales y autonómicas de 2011 llamadas Ecolo-Verdes. Paralelamente, se empezaría a gestar la Fundación Equo, embrión de un proyecto político que no se presentaría aún a las elecciones.
El 4 de junio de 2011, aprovechando la víspera del Día Mundial del Medio Ambiente, tuvo lugar un encuentro organizado por Equo en el que participó Berdeak-Los Verdes junto a otras más de 30 organizaciones políticas verdes y progresistas de todo el país con el objetivo de confluir para la puesta en marcha de un proyecto político estatal que concurriera a las siguientes elecciones generales.